# Cupido és a Halál
A Cupido és a Halál egy 17. századi, barokk opera. Vannak benne beszélt és énekelt dialógusok, áriák és táncjelenetek. Körülbelül másfél óra hosszú.
Zenéjét Matthew Locke zeneszerző és zeneteoretikus (kb. 1621 – 1677) és Christopher Gibbons zeneszerző és orgonista (1615 – 1676) szerezte, szövegét James Shirley drámaíró (1596 – 1666) írta.

## A darab története
A Cupido és a Halál című masque-ot 1653. március 26-án mutatták be először Angliában a portugál nagykövet előtt. Ez a tény ellentmondásban áll azzal az általános nézettel, hogy Oliver Cromwell ideje alatt Anglia egyöntetűen ellenséges lett volna a színházi élettel szemben.
A történetet James Shirley angol drámaíró szerezte Ezópusz egyik meséjéből merítve. Miután 1642-ben Angliában bezárták a színházakat, Shirley iskolai tanárként kereste kenyerét, mely időszak alatt színdarabokat is írt diákjai számára. A Cupido és a Halál című darab is ebbe a kategóriába tartozik, bár inkább hasonlít egy udvari masque-ra, mint Shirley többi iskolai darabjára. Abban azonban eltér a masque műfajától, hogy a végén hiányzik a közös tánc a közönséggel, továbbá a prózai és zenei részek közötti arány miatt sokkal inkább az opera felé tolódik a mű.

## A darab műfaja
A Cupido és a Halál egy úgynevezett masque. A masque az udvari „szórakoztató ipar” egy formája, amely főleg a 16. században és a 17. század elején virágzott. Van benne zene és tánc, éneklés és színjátszás, sőt díszlet és jelmez is, hogy akár az udvari építész is kifejezhesse tiszteletét patrónusának. Időnként az éneklést nem igénylő szerepeket udvari hölgyek és urak játszották. VIII. Henrik például előszeretettel szerepelt ilyen darabokban (ő persze valamennyire zenész volt, még dalokat is írt).
A történet alapját mitológiai történetekből merítik, amely a darab végére etikai drámává növi ki magát. Sokszor kortárs politikai és társadalmi üzenetet rejtett az allegória. Az angol színházi hagyományokban fontos szerepet játszott még az úgynevezett „dumbshow”, vagyis a némajáték, amely közjátékként funkcionált a műben, például előfordult, hogy a tiszta zenei közjátékokat pantomimmel kísérték.
A műfaj neve utal eredetére is: a néphagyomány szerint olyan előadásokból fakad, ahol maszkokat viselő színészek megleptek egy-egy nemes urat saját otthonában, énekeltek és táncoltak, ajándékkal kedveskedtek neki. Az előadás végén közös táncra hívták a ház népét és persze felfedték kilétüket.

## Magyarországi ősbemutató
A Halastó kórus karnagyai, Halas Dóra és Tóth Árpád a Zeneakadémia archívumában találtak rá a kisoperára még évekkel ezelőtt, amelyet a feljegyzések szerint addig Magyarországon még nem mutattak be. A kórus egy kortárs és egy barokk műsor után új, kreatív lehetőségeket keresett, a Cupido és a Halál színpadra állítása alkalmasnak látszott arra, hogy szerteágazó kreativitásukat kielégítse. Hamar rájöttek, hogy nem céljuk a darab autentikus előadása, mivel erre kevés megfelelően képzett ember van ma Magyarországon. A Halastó szemléletéhez közelebb áll az a cél, hogy a mű mondanivalója hasonló élményt nyújtson, mint keletkezésének korában. Ami egyben azt is jelenti, hogy a néző egy közvetlen eszközökkel megvalósított, kortárs produkció résztvevője lehet. A darabot Göttinger Pál rendezte.

## Szinopszis
|  | Alább a cselekmény részletei következnek! |

Cupido és a Halál egy fogadóban szállnak meg, ahol az Inas összecseréli fegyvereiket, így a Halál kiszemeltjei olthatatlan szerelemre gyúlnak egymás iránt, ellenben Cupido az egymásnak választott szerelmeseket halálra sebzi. Mellékszálként megismerkedhetünk a Kétségbeesés alakjával, aki elkeseredettségében mindent megtesz, hogy rátaláljon a halálra. A darabban megjelenő Természet nem képes elviselni a cseréből fakadó tragédiákat, így megoldást nem találván elalszik. A végső megoldást Merkúr hozza, aki a fegyvereket visszacseréli, némi megkötést szabva a jövőre nézve: Cupido csak a szegények között tarolhat, a Halál karja pedig nem érhet el a művészekig… Merkúr dolga végeztével felébreszti az alvó Természetet, kinek törékeny lelke azonban még mindig nem képes továbblépni a Szerelmesek hiábavaló halálán, ezért Merkúr felfedi előtte hollétüket: boldogan ülnek trónjaikon az Elíziumban. A Természet elégedett, helyreáll a béke.
|  | Itt a vége a cselekmény részletezésének! |